# Johann Philipp Fresenius

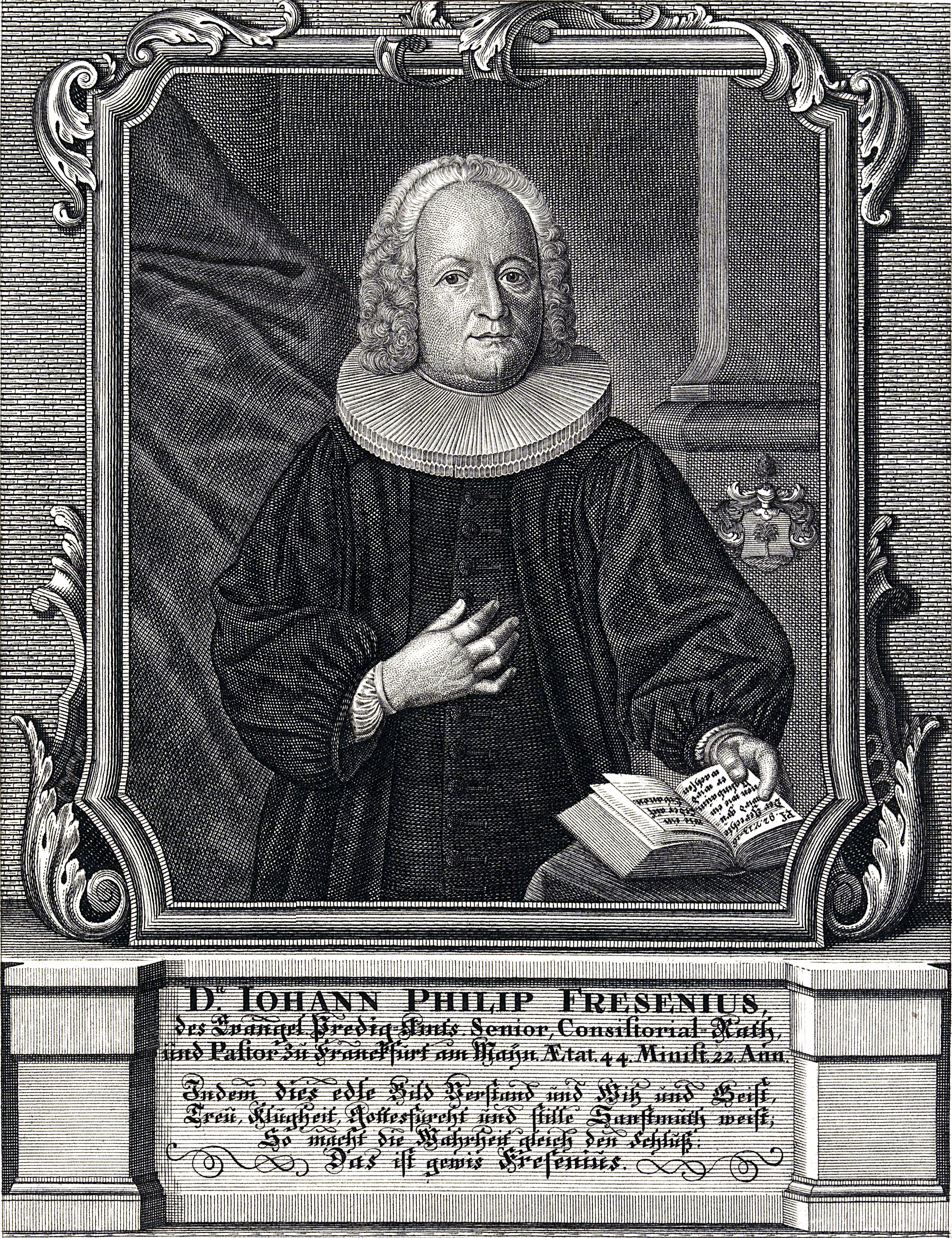
J.P. Fresenius als Senior des Frankfurter Predigerministeriums

Johann Philipp Fresenius (* 22. Oktober 1705 in Nieder-Wiesen; † 4. Juli 1761 in Frankfurt am Main) war ein lutherischer Theologe.

## Leben
Fresenius war das zweitälteste von 11 Kindern des Pfarrers in Nieder-Wiesen Johann Wilhelm Fresenius (* 26. Februar 1677 in Darmstadt; † 25. Mai 1727 in Nieder-Wiesen) und dessen am 9. Januar 1703 in Merxheim geheirateten Frau Maria Margaretha Metz (* 29. Dezember 1684 in Merxheim; † 1753). Er studierte ab 1723 Theologie in Straßburg. 1725 wurde er Privatlehrer des Grafen von Salm-Grumbach und 1727 Nachfolger seines Vaters. 1731 musste er aufgrund einer polemischen Auseinandersetzung mit dem Jesuitenschüler und Schriftsteller Johann Nikolaus Weislinger (1691–1755) nach Darmstadt fliehen. Landgraf Ernst Ludwig berief ihn 1734 als Burgprediger nach Gießen. 1736 wurde Fresenius Hofdiakonus in Darmstadt, wo er eine Proselytenanstalt zur Bekehrung von Unglauben, Irrglauben und Juden gründete. 1742 kehrte er als Stadtprediger und Professor an die Universität Gießen zurück.
1743 wurde er Pfarrer in Frankfurt am Main, zunächst als Prediger an der Peterskirche, 1747 an der Katharinenkirche. 1748 wurde er als Nachfolger von Heinrich Andreas Walther zum Senior des evangelischen Predigerministeriums und Konsistorialrat ernannt und Hauptprediger an der Barfüßerkirche. Er traute am 21. August 1748 Johann Caspar Goethe und Catharina Elisabeth Textor und taufte am 29. August 1749 ihren Sohn Johann Wolfgang. Dieser schilderte Fresenius später im vierten Buch von Dichtung und Wahrheit folgendermaßen:

„Der Senior des Predigerministeriums (war) ein sanfter Mann von schönem, gefälligen Ansehen, welcher von seiner Gemeinde, ja, von der ganzen Stadt als ein exemplarischer Geistlicher und guter Kanzelredner verehrt ward, der aber, weil er gegen die Herrnhuter aufgetreten, bei den abgesonderten Frommen nicht im besten Ruf stand, vor der Menge hingegen sich durch die Bekehrung eines bis zum Tod blessierten, freigeistigen Generals berühmt und gleichsam heilig gemacht hatte.“

Fresenius gilt als Vertreter einer gemäßigten lutherischen Orthodoxie, in seinem Amtsverständnis beeinflusst von August Hermann Francke und Philipp Jakob Spener. In seiner Frankfurter Zeit galt er als berühmter Erweckungsprediger. Die von Goethe erwähnte Bekehrung des sächsischen Generals Georg Karl von Dyherrn trug sich nach der Schlacht bei Bergen zu.
Von den Herrnhutern grenzte er sich so polemisch ab, dass deren Bischof Nikolaus Ludwig von Zinzendorf sich 1748 in einem Beschwerdebrief an den Rat der Stadt Frankfurt dagegen verwahrte. Auch den Reformierten verweigerte er hartnäckig das Recht, in Frankfurt eine eigene reformierte Kirche zu errichten. Sie mussten weiterhin zum Gottesdienst in das vor den Toren der Stadt gelegene Bockenheim ausweichen.

## Familie
Fresenius heiratete am 27. Juni 1735 in Gießen Charlotte Friederike Miltenberger (* 6. März 1717 in Siegen, † 18. Oktober 1782 in Bornheim), die Tochter des fürstlich nassauischen Kammerdirektors, Regierungs- und Konsistorialrats in Siegen Johann Lorenz Miltenberger und dessen Frau Elisabeth Trainer. Das Paar hatte vier Töchter und sechs Söhne. Von den Kindern kennt man:
1. Maria Christine Philippine Fresenius (* 29. April 1736 in Gießen; † 17. Februar 1811 in Frankfurt am Main), ⚭ 28. Februar 1764 in Frankfurt am Main mit dem Pfarrer in Stammheim/Wetterau, 1763 in Sinsheim und 1763 in Staden Friedrich Wilhelm Snell (* 24. September 1722 in Braubach; † 10. September 1771 in Staden), einem Bruder des Johann Peter Snell.
2. Samuel Anton Wilhelm Fresenius (* 20. Oktober 1737 in Darmstadt; † 10. September 1814 in Pleß/Oberschlesien) Pfarrer und Superintendent in Pleß, ⚭ 10. Februar 1774 in Barmstedt/Holstein Anna Elisabeth Schmidt (* 4. April 1740 in Barmstedt/Holstein; † 29. Januar 1805 in Pleß/Oberschlesien), die Tochter des Goldarbeiters in Meldorf/Dithmarschen Johann Schmidt und der Maria Hedwig Greis[4]
3. Ludwig Friedrich Wilhelm Fresenius (* 11. August 1739 in Darmstadt; † 2. Mai 1786 in Homburg vor der Höhe), 1762 Rektor Homburg vor der Höhe, 1769 zweiter Pfarrer ebd., 1777 Direktor des Waisenhauses ebenda, 1785 Oberpfarrer und Konsistorialrat ebenda, ⚭ 23. Oktober 1770 in Frankfurt am Main mit Dorothea Sophie Fischer (* 21. Februar 1749 in Frankfurt am Main; † 11. Dezember 1825 ebenda), die Tochter des Kaufmanns Johann Karl Fischer und seiner Frau Elenore Christine Margarethe Eyßen
4. Jacobea Sophie Dorothea Fresenius (* 5. Oktober 1741 in Darmstadt; † 18. August 1743 in Frankfurt am Main)
5. Friedericke Jakobea Luise Fresenius (* 16. Oktober 1743 in Frankfurt am Main; † 24. April 1796 ebenda), ⚭ I. 2. April 1761 in Frankfurt am Main mit dem Direktor der Burgschule in Friedberg, 1762 Rektor in Darmstadt, 1766 Soldat (1770 verschollen und ⚭ 20. Oktober 1770) Johann Christian Walther (* 8. Juli 1738 in Frankfurt am Main; † ?), ⚭ II. 18. September 1783 mit dem Pfarrer in Frankfurt am Main Anton Schott (* 2. November 1745 in Frankfurt am Main; † 17. Oktober 1830 ebenda)
6. Andreas Ludwig Christian Fresenius (* 15. August 1746 in Frankfurt am Main; † 20. März 1820 ebenda) 1781 Pfarrer in Bornheim, 1788 Pfarrer an der Weißfrauenkirche in Frankfurt am Main, ⚭ 27. Februar 1785 in Frankfurt am Main mit Christine Auguste Wilhelmine Jan (* 12. Januar 1759 in Frankfurt am Main; † 16. November 1843 ebenda), die Tochter des Rats und Syndikus in Frankfurt am Main Johann Christian Gottlieb Jan
7. Johann Philipp Elisa Fresenius (* 21. Juli 1748 in Frankfurt am Main; † 6. Januar 1799 ebenda) Dr. jur., Justizrat in Frankfurt am Main, ⚭ 15. Juli 1782 in Frankfurt am Main mit Lucie Marie Brunner[5] (* 17. März 1754 in Frankfurt am Main; † 30. Juli 1823 ebenda), die Tochter des Kaufmanns Johann Georg Brunner und der Susanna Elisabeth Ries
8. Philipp Jakob Fresenius (* 15. März 1750 in Frankfurt am Main; † 29. August 1816 ebenda), betätigte sich anfänglich als Arzt, wurde Drogist und Apotheker in Rödelheim, ⚭ I. 23. Dezember 1780 in Soest/Westfalen mit Anna Sophie Theodora Walther (* 20. Mai 1752 in Soest; † 3. November 1806 in Frankfurt am Main), die Tochter des Arztes in Soest Dr. med. Johann Friedrich Walther und der Barbara Lydia Eickmeyer, ⚭ II. 8. Oktober 1807 in Frankfurt am Main mit Henriette Friederike Schuhmann (* 23. Juni 1781 in Braunfels bei Wetzlar; † 12. Mai 1842 in Frankfurt am Main), die Tochter des Nagelschmieds in Braunfels Philipp Schuhmann und der Susanne Friederike Martin,
9. Philipp Joseph Fresenius (* 13. April 1752 in Frankfurt am Main; † 29. September 1830 ebenda) besuchte das Gymnasium in Frankfurt am Main, 1761 Gymnasium Homburg vor der Höhe, 1771 Universität Gießen, 1774 Pfarrvikar in Schlitz, 1775 1. theol. Examen in Frankfurt am Main, 1775 wieder Schlitz, 1779 Kandidat der Theologie in Frankfurt am Main, 1781 2. theologisches Examen ebenda, 1783 Bürgerrecht ebenda, 20. Juli 1783 Rektor und Pfarrgehilfe in Homburg v. d. H., 9. Dezember 1783 Lehrer u. Professor am Gymnasium Frankfurt am Main, 7. März 1818 Dr. phil. h. c. Uni. Gießen, 30. März 1819 emeritiert, ⚭ 3. Juni 1789 in Frankfurt am Main mit Christine Susanna Dorothea Diez (* 28. August 1768 in Nürnberg; † 7. Januar 1852 in Frankfurt am Main), die Tochter des Nürenberger Kaufmanns Johann Friedrich Diez,
10. Sophie Charlotte Christine Fresenius (* 20. Juni 1754 in Frankfurt am Main; † 14. August 1759 ebenda)

Sein Schwager war der hessen-darmstädtische Wirkliche Geheime Rat und Staatsminister Wilhelm Adolf Miltenberger. Zu seinen Enkeln zählen der Botaniker Georg Fresenius und der Chemiker Carl Remigius Fresenius. Sein Urenkel Johann Philipp Fresenius (* 1842) übernahm ab 1872 als Apotheker die traditionsreiche Frankfurter Apotheke „Zum Goldenen Hirsch“ (gegründet 1462), die 1905 wiederum auf seinen Sohn Johann Eduard (1874–1946) überging. Dieser begann im Jahre 1912 mit der industriellen Medikamentenproduktion. Aus seiner Fabrikation entstand der bis heute bestehende Fresenius-Konzern mit Sitz in Bad Homburg.

## Werke (Auswahl)
- Anti-Weislingerus Oder: Gründliche Wiederlegung, Einer, unter dem Titul: Friß Vogel, oder Stirb! Sonderlich gegen die Evangelisch-Lutherische Warheit und deroselben Bekennere, von Johanne Nicolao Weislinger, dermahlen Römisch-Catholischen Priestern zu Capell, unter Rodeck, im Breyßgau, herausgegebenen Schmäh- und Läster-Schrifft. o.O., 1731,
- Wohlverdiente Ehren-Seule, Welche dem Hochwürdigen, in Gott andächtigen ... Herrn Johann Jacob Rambach, der heiligen Schrift weitberühmten Doctori und Professori Primario, wie auch ersten Superintendenti und Consistorii Assessori zu Giesen, nach dem Derselbe den 19. April 1735. ... aus dieser Welt geschieden, und darauf den ... 22. April ... beerdiget worden, in einer Leich-Predigt, Lebens-Lauf, Programmate Funebri und Epicediis ... aufgerichtet worden. Gießen, 1736, (Digitalisat)
- Ausführliche Beschreibung Der neuen Proselyten-Anstalten zu Darmstadt. Darmstadt, 1739, (Digitalisat)
- Betrachtung Von der Nothwendigkeit unsrer Erlösung, Welche In einer Predigt Zu Darmstadt In der Fürstlichen Schloß-Kirche Den 25. Octobr. 1741. vorgestellet hat, Nun aber Mit einer weitern Ausführung. Darmstadt, 1741, (Digitalisat)
- Die andere Betrachtung Von den nöthigen Eigenschaften des Erlösers aller Menschen, Oder von dem, Was dazu erfordert wurde, um das gantze Erlösungs-Werck auszuführen; Welche in einer Predigt Zu Darmstadt In der Fürstlichen Schloß-Kirche Den 8. Novemb. 1741. vorgestellet hat, Nun aber mit einer weitern Ausführung. Darmstadt, 1741, (Digitalisat)
- Die dritte Betrachtung, welche in sich begreift Einen Beweiß aus dem alten Testament, Daß Jesus der wahre Meßias sey : Wie solchen In einer Predigt Zu Darmstadt In der Fürstlichen Schloß-Kirche Den 6. Decemb. 1741. vorgestellet hat ; Nun aber mit einer weitern Ausführung. Darmstadt, 1741, (Digitalisat)
- Die Freudigkeit eines Lehrers, Der bey dem Abschied von seiner Gemeine mit Wahrheit sagen kan, Daß er rein sey von aller Blut, Wie solche In einer Abschieds-Rede, Vorgestellet wurde, Welche Zum Schluß seines Predig-Amtes Bey der Fürstlichen Hof-Gemeine, Am 23. Sonntage nach Trinitatis, als den 28. Octobr. 1742. Jn der Fürstl. Schloß-Kirche gehalten. Darmstadt, 1742, (Digitalisat)
- Antrits-Rede von der Apostolischen Lehr-Art, als dem besten Muster, nach welchem Ein Prediger des Evangelii Seine Lehren einzurichten hat ; Wie solche bey Ubernehmung Seines öffentlichen Lehr-Amtes zu Franckfurt am Mayn am Sonntag Rogate 1743. in der Sanct Peters Kirche daselbst vorgetragen worden. Brönner, Frankfurt am Main, 1743, (Digitalisat)
- Wahl- und Crönungs-Predigten : welche Nach der am 13. Sept. und 4. Octobr. 1745. geschehenen hochstbeglücktem Wahl und Crönung Jhro Kayserlichen und Königlichen Majestät, des ... Herrn Francisci des Ersten, Erwehlten Röm. Kaysers, u.s.w. ... in der Kirche zu St. Peter öffentlich abgeleget, und nebst dem Anhang einer Predigt Von der Gestalt eines wahren Christen Jn der Liebe. 1745, (Digitalisat)
- Gedächtnis-Rede : Welche bey Beerdigung Des Wolgebohrnen Herrn, Herrn Herrn Conrad Hieronymus Eberhard, genant Schwind, Sr. Kayserl. Majestät wirklichen Raths wie auch ältesten Schöffen dieser Heil. R.R. freyen Wahl- und Handel-Stadt Franckfurt am Mayn, Nachdem Derselbige den zweyten Julii 1744 in dem ein und neunzigsten Jahr seines Alters ... verschieden, Vor einer Ansehnlichen und volckreichen Versamlung ... gehalten. Frankfurt am Main, 1745, (Digitalisat)
- Beicht- und Com[m]union-Buch. Brönner, Leipzig u. Frankfurt am Main, 1746; ebenda, 1753, Bd. 1, (Digitalisat); ebenda, 1758; ebenda, 1762,
- Vorläufige Antwort, Welche Er denjenigen zu ertheilen pfleget, die ihn fragen, Ob sie zu der Herrnhutischen Gemeinde übergehen, oder in derselbigen bleiben sollen? Buchner, Frankfurt am Main, 1746, 2. Aufl., (Digitalisat)
- Von der Rechtfertigung eines armen Sünders vor Gott, 1747;
- Bewährte Nachricht von Herrnhutischen Sachen, 4 Bände, 1747 bis 1751;
- Nothdürfftiger Nachklang auf Johann Philipp Fresenii Vorläuffige Antwort, ehe man ihn gefragt, in puncto Der Herrnhutschen Gemeine, ob man zu derselben übergehen, oder in derselben bleiben soll, ingleichen auf seine übrige Schrifften gegen dieselbe. Frankfurt am Main und Leipzig, 1748, (Digitalisat)
- Der umgestimte Nachklang, oder Anmerkungen, über den sogenanten nothdürftigen Nachklang, eines Herrnhuters, wider Hrn. Johann Philip Fresenii sämtliche Schriften gegen die Brüder-Gemeinde. o. O., 1748, (Digitalisat)
- Nötige Prüfung der Zinzendorfschen Lehrart, 1748;
- Pastoral-Sammlungen, 24 Teile, 1748–60;
- Treue Lehrer als Brennende und scheinende Lichter, wurden in einer Leichenrede, als der weiland Hochehrwürdige und Hochgelahrte Herr M. Johann Andreas Pfefferkorn, Evangelischer Prediger und Consistorial-Rath zu Franckfurt am Mayn, Welcher den 13. Mertz 1749. in dem 61sten Jahr seines Alters selig verschieden, den 17. Mertz darauf beerdiget worden, vor einer volckreichen Versamlung in der Catharinen Kirche vorgestellet. Scheper, Frankfurt am Main, 1749, (Digitalisat)
- Dissertatio Inavgvralis Theologica De Prvdentia Pastorali Ad Signa Hvivs Temporis Composita. Göttingen, 1749, (Digitalisat)
- Heilsame Betrachtungen über die Sonn- u. Festtagsevangelien, 1750;
- Abwiegung Der Gründe, Welche theils widerrathen, theils anrathen, Daß man den Reformirten Eine Kirche in der Stadt Franckfurt erlauben solle : Worin die Widerrathungs-Gründe das Uebergewicht behalten ; Zu seiner eigenen Befestigung aufgesetzt, Und nunmehro ... dem Druck übergeben. Frankfurt am Main, 1750, (Digitalisat)
- Gedancken von dem Tempel Ezechiels, und von den Kindern Hiobs. Frankfurt am Main, 1750, (Digitalisat)
- Heilsame Betrachtungen über die Sonn- und Festtags-Evangelia. Leipzig und Frankfurt am Main, 1750, (Digitalisat)
- Proximae Theologorum in Academia Tubinga Celeberriorum Contra Comitem de Zinzendorf Litterae Responsoriae, Würtembergiorum Duci Serenissimo Eiusdem Imperio Auspicioque Oblatae. o.O., 1750, (Digitalisat)
- Die Stuffen des Glaubens, welche zu einer Höheren Seelen-Ruhe führen : in einer Predigt über die Worte Offenb. 22,17. Wen dürstet, der komme, und wer da will, der nehme das Wasser des Lebens umsonst, den 11ten August 1751. Frankfurt am Main, 1751, (Digitalisat)
- Kirchen-Geschichte von denen Reformirten in Franckfurt am Mayn, worin derselben Ankunft, Aufnahm und Zuwachs, das Gesuch einer besondern Kirche in der Stadt und die darüber erhobene Streitigkeiten bis auf itzige Zeit unpartheyisch vorgetragen werden. Börner, Frankfurt und Leipzig, 1751, (Digitalisat)
- Ausführliche Prüfung und Beantwortung Der Schrifft Welche Herr Johann Philipp Fresenius Der heiligen Schrifft Doctor und des Ministerii zu Franckfurt am Mayn Senior Ohnlängst Unter dem Titel Abwiegung der Gründe Welche Theils widerrathen theils anrathen Daß man denen Reformirten Eine Kirch in der Stadt Franckfurt erlauben solle u. s. f. o.O., 1751, (Digitalisat)
- Nöthige Nachricht für Jhro Hochwürden den Herrn Pastor Fresenius, zu Frankfurt am Mayn, Ueber eine ihm fälschlich aufgebürdete Schrift, betreffend den Reformirten Kirchen-Bau zu Frankfurt. Erlangen, 1752, (Digitalisat)
- Plötzliche Todes-Fälle, als Erweckungs-Mittel für die Lebendigen : in einer Leichen-Rede, Bey Beerdigung Des weyland Hochwohlgebohrnen Herrn, Herrn Friederich Maximilian von Lersner, Seiner Kayserl. Majestät wircklichen Raths ..., welcher den 8ten Mertz 1753. plötzlich gestorben, und den zwölften dieses Monats begraben worden, in der Haupt-Kirche zu den Barfüsern, bey Volckreicher Versammlung vorgestellet. Brönner, Frankfurt am Main, 1753, (Digitalisat)
- Zuverlässige Nachrichten von dem Leben, Tode und Schriften D. Johann Albrecht Bengels, Frankfurt am Main, 1753, (Digitalisat)
- Merckwürdige Nachricht von der Bekehrung eines Naturalisten welcher darauf als ein glaubiger Christ gestorben. Garbe, Frankfurt am Main, 1754, (Digitalisat)
- Epistelpredigten, 1754;
- Die Klugheit derjenigen Menschen, die recht bedenken, daß sie sterben müssen, wurde bey der Beerdigung der Hochwohlgebohrnen Frauen, Frauen Justina Sibylla, des Hochwohlgebohrnen Herrn, Herrn Johann Carl von Kayb, Ihro Römisch-Kayserlichen Majestät wirklichen Raths ... Seligen Frau Ehe-Gemahlin, einer gebohrnen von Kayb, den 7ten Febr. 1756. in der Kirche zu St. Peter in einer kurzen Leichen-Rede vorgetragen von Johann Philip Fresenius, der Heil. Schrift Doctor, Consistorial-Rath, des Evangel. Ministerii Senior, und Prediger an der Haupt-Kirche zu den Barfüssern. Brönner, Frankfurt am Main, 1756, (Digitalisat);
- Merkwürdige Nachricht von der wunderbaren Bekehrung Eines grosen Naturalisten, an dem Exempel des Herrn Georg Carl Baron von Dyhern, gewesenen General-Lieutenants des Chursächsischen in Königlich-Französischen Diensten stehenden Corps. Garbe, Frankfurt am Main, 1759, (Digitalisat)
- Die letzten Stunden zweyer großen Naturalisten zu weiterer Erbauung. Marggraf, Jena und Leipzig, 1760, (Digitalisat)
- Gedancken vom Tantzen und Spielen, Welche im neunzehnden Theil der Pastoral Samlung enthalten Und um unverhoffenden mehreren Nutzenwillen besonders zum Druck befördert. o.O., 1761, (Digitalisat)